# André Chevrillon
André Chevrillon (* 3. Mai 1864 in Ruelle-sur-Touvre; † 9. Juli 1957 in Paris) war ein französischer Anglist, Reiseschriftsteller und Mitglied der Académie française.

## Leben
André Louis Chevrillon war der Sohn der jüngsten Schwester von Hippolyte Taine. Er wuchs in Brest und London auf. Als er 12 Jahre alt war, starb sein Vater und er kam in Paris in die Obhut seines Onkels. Er besuchte die École Alsacienne, dann das Lycée Louis-le-Grand. Die Ferien verbrachte er auf dem Anwesen Boringe seines Onkels in Menthon-Saint-Bernard am See von Annecy. An der Sorbonne studierte er zuerst Philosophie (bis zur Licence 1884), dann Anglistik. 1887 bestand er die Agrégation in Anglistik als Jahresbester, lehrte kurzzeitig in Brest an der École navale und von 1888 bis 1894 an der Universität Lille. Nach seiner Habilitation mit einer Thèse über den Autor Sydney Smith (1771–1845) gab er die Hochschullaufbahn auf und betrieb die Anglistik fortan als Privatgelehrter, um sich seiner zweiten Leidenschaft widmen zu können, dem Reisen.
Als Chevrillon 1888 einen reichen englischen Politiker nach Indien begleiten sollte, fiel dieser im letzten Moment aus, und Chevrillon durfte die Reise alleine unternehmen, über die er 1891 in einem Buch berichtete. Das Erlebnis der Reise und der Erfolg des Buches wurden bestimmend für den Rest seines Lebens. Asien, der Vordere Orient, Algerien, Marokko und die Vereinigten Staaten wurden bevorzugte Ziele seiner ausgedehnten ohne Hast verlaufenden Reisen, die er anschließend in Büchern festhielt, die zu Klassikern der Reiseliteratur wurden.
Im Ersten Weltkrieg stellte er sich in den Dienst der britischen Armee. 1920 wurde er auf den Sitz Nr. 21 der Académie française gewählt, die ihm 1902 ihren Prix Vitet verliehen hatte. Er war Mitglied der Royal Society of Literature und der American Academy of Arts and Letters. Er starb 1957 im Alter von 93 Jahren. In Saint-Cloud, Brest und Combrit sind Straßen nach ihm benannt. Seine Tochter Claire Catherine Chevrillon (1907–2011) zeichnete sich in der Résistance aus.

## Werke

### Anglistik
- Sydney Smith et la renaissance des idées libérales en Angleterre au XIXe siècle. Hachette, Paris 1894.  (1771–1845)
- Études anglaises. La peinture anglaise. Les États-Unis et la vie américaine.La nature dans la poésie de Shelley. Rudyard Kipling. L'opinion anglaise et la guerre du Transvaal. Hachette, Paris 1901.
- La pensée de Ruskin. Hachette, Paris 1909. (John Ruskin)
- Nouvelles études anglaises. La psychologie d'un couronnement (über Eduard VII.). La jeunesse de Ruskin. L'avenir aux États-Unis. Le cas de Rudyard Kipling. Une apologie du christianisme (über Chesterton). Une satire de l'Angleterre (über Wells). Hachette, Paris 1910.
- L’Angleterre et la guerre. L'opinion. L'illusion de sécurité. L'appel à la conscience. Les hommes. L'adaptation. Aujourd'hui et demain. Hachette, Paris 1916.
- Trois études de littérature anglaise. La poésie de Kipling. John Galsworthy. Shakespeare et l’âme anglaise. Plon, Paris 1921.
- Rudyard Kipling. Plon, Paris 1936.

### Reiseliteratur
- Dans l’Inde. Hachette, Paris 1891.
- Terre mortes. Thébaïde, Judée. Hachette, Paris 1897. Phébus, Paris 2002.
- Sanctuaires et paysages d'Asie. Ceylan bouddhique. Le matin à Bénarès. La sagesse d'un brahme. La mort à Bénarès. Le Bouddha birman. Hachette, Paris 1905. Kailash, Paris 2010.
- Un crépuscule d’Islam: Maroc. Hachette, Paris 1906.
- Marrakech dans les palmes. Calmann Lévy, Paris 1919. Kailash, Paris 2015.
- La Bretagne d’hier. 2 Bde. Plon, Paris 1925.
- Les puritains du désert sud-algérien. Plon, Paris 1927.
- Visions du Maroc. Marseille 1933.

### Weitere Werke
- Près des combattants. Hachette, Paris 1918.
- Les Américains à Brest. Chapelot, Paris 1920.
- Taine. Formation de sa pensée. Plon, Paris 1932.
- La menace allemande. Plon, Paris 1934.
- Portrait de Taine. Souvenirs. Fayard, Paris 1958.